# Замок Лохор
Лохор (англ. Loughor Castle) — разрушенный средневековый замок в городе Лохор, Уэльс. Замок был возведён приблизительно в 1106 году англо-нормандским лордом Генрихом де Бомоном в ходе нормандского экспансии в Уэльсе. Замок выходил на реку Лохор и контролировал стратегически важную дорогу и брод через полуостров Гауэр. Замок спроектирован в форме овала и, вероятно, имел палисад. При строительстве использовались остатки бывшего римского каструма Leucarum.
В протяжении двух столетий замок был местом действия множества конфликтов. Он был взят штурмом и сожжён, вероятно, во время валлийского восстания 1151 года, и был захвачен войсками Лливелина Великого в 1215 году. Джон де Браоз приобрёл замок в 1220 году и отремонтировал его, построив каменную куртину на замену деревянным оборонительным сооружениям. В 1251 году замок снова подвергся нападению. Во второй половине XIII века его укрепили каменной башней. В период позднего средневековья стратегическое значение замка сильно снизилось, а XIX веку замок уже лежал в руинах и зарос плющом.
В настоящее время замок Лохор находится в ведомстве валлийского агентства по охране культурного наследия Cadw и является туристической достопримечательностью. Сохранились разрушенная башня и фрагменты куртины на вершине земляных укреплений, которые теперь напоминают мотт.